# Over This!
"Over This" (estilizado como "Over This!") é uma canção da cantora estadunidense Slayyyter, contida em seu álbum de estreia, Troubled Paradise (2021). Foi composta pela própria em conjunto com Catherine Leavy, Chris Greatti, Zakk Cervini, e sendo produzida pelos dois últimos. A faixa foi lançada em 7 de maio de 2021, através da gravadora Fader Label, servindo como o sexto single do disco.

## Fundo
A canção foi mostrada pela primeira vez por Slayyyter em uma live em seu Instagram em abril de 2020. [1] O título da faixa vazou mais tarde em agosto de 2020 junto com o resto da lista de faixas do álbum. Ela foi revelada no iTunes em 21 de janeiro de 2021. Slayyyter revelou o lançamento da música como single em 3 de maio, compartilhando a capa do single e sua data de lançamento para 7 de maio, dizendo que esse seria o single final antes do lançamento do disco.
Em “Over This”, a artista apresenta uma letra onde reflete sobre um suposto relacionamento e a necessidade do outro finalmente superar a relação e deixa-la “respirar”, pois a mesma já não se importa mais. "Porque eu não me importo com você agora. Eu superei isso", como bem aborda no verso. Começando com uma melodia de riffs de guitarra forte e borbulhante, ela logo se expande com um chute rítmico de quatro batidas em uma explosão de mistura pop-punk totalmente desenvolvida. O mesmo ritmo de quatro sucessos fecha o curto intervalo de abertura, deixando uma Slayyter mais sombria abordando as quedas de um relacionamento fracassado. O refrão vem com uma abordagem doce clássica de Slayyter sobre o gênero que ela adotou; com vocais afetados e baixo chiclete. Sobrepondo nuances de nu metal, a faixa é um novo feito nos preparando para a vibe divergente em Troubled Paradise.

## Faixas e formatos
| Download digital |              |         |  |
| N.º              | Título       | Duração |  |
| 1.               | "Over This!" | 2:56    |  |

## Histórico de lançamento
| Região | Data              | Formato(s)                 | Versão   | Gravadora(s) | Ref.        |
| ------ | ----------------- | -------------------------- | -------- | ------------ | ----------- |
| Várias | 7 de maio de 2021 | Download digital streaming | Original | Fader        | [ 5 ] [ 6 ] |